# Linum pringlei
Linum pringlei là một loài thực vật có hoa trong họ Linaceae. Loài này được S. Watson mô tả khoa học đầu tiên năm 1888.